# Sarcophaga theseus
Sarcophaga theseus är en tvåvingeart som beskrevs av Zumpt 1951. Sarcophaga theseus ingår i släktet Sarcophaga och familjen köttflugor. Inga underarter finns listade i Catalogue of Life.